# Saison 2010-2011 du Toulouse Football Club
Maillots
Chronologie
Saison précédente Saison suivante
La saison 2010-2011 du Toulouse Football Club (TFC) voit le club s'engager dans trois compétitions que sont la Ligue 1, la Coupe de France et la Coupe de la Ligue.

## Transferts
| Nom                  | Nationalité | Transfert      | Provenance/Destination                   | Division                  |
| Arrivées             |             |                |                                          |                           |
| Wissam Ben Yedder    | France      | Transfert      | UJA Alfortville                          | CFA                       |
| Adrian Gunino        | Uruguay     | Prêt           | Danubio Fútbol Club                      | Primera División Uruguaya |
| Yannis Tafer         | France      | Prêt           | Olympique lyonnais                       | Ligue 1                   |
| Federico Santander   | Paraguay    | Prêt           | Club Guaraní                             | División Profesional      |
| Retours de prêt      |             |                |                                          |                           |
| Xavier Pentecôte     | France      | Retour de prêt | Sporting Club de Bastia                  | Ligue 2                   |
| Søren Larsen         | Danemark    | Retour de prêt | MSV Duisbourg                            | 2.Bundesliga              |
| Départs              |             |                |                                          |                           |
| Olivier Blondel      | France      | Transfert      | Espérance sportive Troyes Aube Champagne | Ligue 2                   |
| André-Pierre Gignac  | France      | Transfert      | Olympique de Marseille                   | Ligue 1                   |
| Kazim Kazim          | Turquie     | Retour de prêt | Fenerbahçe                               | Süper Lig                 |
| Dany Nounkeu         | Cameroun    | Transfert      | Gaziantepspor                            | Süper Lig                 |
| Prêts                |             |                |                                          |                           |
| Luan Michel de Louzã | Brésil      | Prêt d'un an   | Palmeiras                                | Brasileirão               |
| Fins de contrat      |             |                |                                          |                           |
| Albin Ebondo         | France      | Fin de contrat | AS Saint-Étienne                         | Ligue 1                   |
| Mathieu Berson       | France      | Fin de contrat |                                          |                           |
| Oumar N'Diaye        | Mauritanie  | Fin de contrat |                                          |                           |
| Ahmed Soukouna       | France      | Fin de contrat |                                          |                           |
| Kévin Dupuis         | France      | Fin de contrat | La Berrichonne de Châteauroux            | Ligue 2                   |

## Rencontres de la saison

### Matchs amicaux
Le Toulouse Football Club commence sa saison 2010-2011 avec huit matchs de préparation, répartis sur les mois de juillet et août, avec un stage de pré-saison à Luchon.

### Coupe de France
| Date        | Tour                      | Adversaire          | Lieu              | Résultat | Buteurs pour le TFC | Affluence |
| ----------- | ------------------------- | ------------------- | ----------------- | -------- | ------------------- | --------- |
| 8-9 janvier | Trente-deuxième de finale | Paris FC (National) | Stadium, Toulouse | 1 - 2    | Fodé Mansaré 65e    | 6384      |

### Coupe de la Ligue
Toulouse en tant qu'équipe de Ligue 1 est exempt des trente-deuxième de finales de la Coupe de la Ligue.
| Date       | Tour               | Adversaire               | Lieu | Résultat   | Buteurs pour le TFC | Affluence |
| ---------- | ------------------ | ------------------------ | ---- | ---------- | ------------------- | --------- |
| 22 octobre | Seizième de finale | US Boulogne CO (Ligue 2) | Ext. | 2 - 1 a.p. | Sissoko 77e         | 3931      |